# 맨드레이크 (밴드)
맨드레이크(マンドレイク, MANDRAKE)는 일본의 프로그레시브 록 밴드이다. 이후 뉴 웨이브 (음악) 밴드 P-모델이 된다.

## 개요
1973년 히라사와 스스무와 安部文泰가 멤버를 모집해 결성되었다. 처음엔 HR/HM 밴드 이미지가 강해 블랙 사바스곡을 5 곡이나 커버했을 정도였다.
자작곡을 만들던 무렵부터 프로그레시브 쪽으로 옮겨가 錯乱の扉 같은 20분짜리 곡을 만들기 시작했다. 첫 라이브를 릿쿄 대학의 축제에서 연주했지만 무대에 쓰레기통이 날아오는 등 공연은 엉망이었다. 『unreleased materials vol.1』에 수록된 錯乱の扉이 이 시기의 연주로 음질이 좋지 않지만 초기의 에너지는 고스란히 느껴진다.
어느날 보컬이었던 아베가 실종되어 멤버도 들이고 포지션을 조금씩 바꾸었다. 공연을 꽤 열심히 했지만 관객이 세명밖에 들지 않는 등 인기는 없었다.
니이가타로 가서 점차 밴드와 멀어지게 된 세키의 후임으로 阿久津徹가 가입했으며 앨범 녹음에 대한 얘기도 나왔지만 점차 프로그레시브 록의 인기는 시들고 있었고 이들은 음악적 변화를 생각하게 된다.
78년 히라자와는 신세사이저 연주 경연에 응모를 하게 되는데 그중 주간 플레이보이에서 주관한 대회에서 입상해 심사위원이던 토미타 이사오의 칭찬을 받았다 그렇게 점차 전자음악에 가까워져서 78년에 가졌던 공연에서는 반쯤 프로그 연주를 반쯤은 전자음악 연주를 하기도 했다. 결국 79년부터는 P-모델로 밴드명을 바꾸어 전자음악 밴드가 된다.
이들의 음반은 결국 이런저런 데모와 라이브 등을 모아 97년에 『unreleased materials』로 발매되었다.
이들의 음악은 프로그레시브 메탈과도 비슷한 장대한 곡 전개를 보여주었고 블랙 사바스같은 전형적인 하드록의 느낌을 함께 가지고 있었다. 후기엔 무그 신서사이저를 대폭 사용하여 몇몇 곡들에서는 크라우트록과 같은 연주도 들려준다.
당시 프로그 밴드들이 즐겨 하던 즉흥연주를 이들은 거의 하지 않았다. 히라자와 말로는 타나카가 싫어했다고 한다.
맨드레이크는 각자 포지션을 바꿔가며 연주하곤 했다. 기타를 치다가 베이스를 친다거나 하는 일이 흔했다. 이런 전통은 이후 P-모델에도 이어져서 바이올린과 키보드가 서로 바꾼다거나 하는 일들이 있었다.

## 음반
- - SYNTHETIC SPACE　恐るべき頭脳集団 （Various Artists　1978年）1곡 수록
  - PRO-WRESTLING SUPER FIGHTER'S THEMES （Various Artists　1979年) 2곡 수록
- 配線上のアリア（Pre P-MODEL　1994年10月22日）
- unreleased materials vol.1 （MANDRAKE　1997年3月25日、2006年2月2日再発）
- unreleased materials vol.2 （MANDRAKE　1997年5月21日、2006年2月2日再発）